# UBE3A
یوبیکوتین-پروتئین لیگاز E3A (انگلیسی: Ubiquitin-protein ligase E3A) یک آنزیم است که در انسان توسط ژن «UBE3A» کدگذاری می‌شود.
این آنزیم، پروتئین‌ها را در درون سلول نشانه‌گذاری می‌کند تا تجزیه و تخریب شوند. تجزیهٔ پروتئین‌ها یک فرایند طبیعی سلولی برای زدودن پروتئین‌های آسیب‌دیده یا غیرضروری است و به حفظ سلامت عملکردی سلول‌ها کمک می‌کند.
در بیشتر سلول‌های بدن، هر دو نسخهٔ ژن «UBE3A» فعال است، اما در یاخته‌های عصبی تنها آن نسخه‌ای فعال است که از مادر به ارث رسیده‌است. به این حالت «نقش‌گذاری ژنومی پدری» می‌گویند. مطالعات سال‌های اخیر نشان داده‌است که دست‌کم برخی از سلول‌های گلیال و تعدادی از یاخته‌های عصبی، هر دو نسخهٔ ژن بیان می‌گردد.
ژن «UBE3A» بر روی بازوی بلندِ کروموزوم ۱۵، مابین جایگاه‌های ۱۱ و ۱۳، از جفت‌باز ۲۳٬۱۳۳٬۴۸۸ تا جفت‌باز ۲۳٬۲۳۵٬۲۲۰ واقع شده‌است.

## اهمیت بالینی
جهش در ژن «UBE3A» در بروز سندرم آنجلمن و سندرم پرادر–ویلی در برخی بیماران نقش داشته‌است.
این آنزیم با پروتئین‌های Lck، گیرنده پروژسترون  و تیروزین-پروتئین کیناز BLK تعامل پروتئین-پروتئین دارد.

## برای مطالعهٔ بیشتر
- Bittel DC, Kibiryeva N, Talebizadeh Z, Driscoll DJ, Butler MG (January 2005). "Microarray analysis of gene/transcript expression in Angelman syndrome: deletion versus UPD". Genomics. 85 (1): 85–91. doi:10.1016/j.ygeno.2004.10.010. PMID 15607424.
- Cassidy SB, Dykens E, Williams CA (2000). "Prader-Willi and Angelman syndromes: sister imprinted disorders". American Journal of Medical Genetics. 97 (2): 136–46. doi:10.1002/1096-8628(200022)97:2<136::AID-AJMG5>3.0.CO;2-V. PMID 11180221.
- Clayton-Smith J, Laan L (February 2003). "Angelman syndrome: a review of the clinical and genetic aspects". Journal of Medical Genetics. 40 (2): 87–95. doi:10.1136/jmg.40.2.87. PMC 1735357. PMID 12566516.
- Fang P, Lev-Lehman E, Tsai TF, Matsuura T, Benton CS, Sutcliffe JS, Christian SL, Kubota T, Halley DJ, Meijers-Heijboer H, Langlois S, Graham JM, Beuten J, Willems PJ, Ledbetter DH, Beaudet AL (January 1999). "The spectrum of mutations in UBE3A causing Angelman syndrome" (PDF). Human Molecular Genetics. 8 (1): 129–35. doi:10.1093/hmg/8.1.129. PMID 9887341.
- Moncla A, Malzac P, Livet MO, Voelckel MA, Mancini J, Delaroziere JC, Philip N, Mattei JF (July 1999). "Angelman syndrome resulting from UBE3A mutations in 14 patients from eight families: clinical manifestations and genetic counselling". Journal of Medical Genetics. 36 (7): 554–60. doi:10.1136/jmg.36.7.554 (inactive 2019-02-15). PMC 1734398. PMID 10424818.{{cite journal}}:  CS1 maint: DOI inactive as of فوریه 2019 (link)
- Williams CA (March 2005). "Neurological aspects of the Angelman syndrome". Brain & Development. 27 (2): 88–94. doi:10.1016/j.braindev.2003.09.014. PMID 15668046.